# Epidesma imitata
Epidesma imitata är en fjärilsart som beskrevs av Druce 1883. Epidesma imitata ingår i släktet Epidesma och familjen björnspinnare. Inga underarter finns listade i Catalogue of Life.